# Provinz Morona Santiago
Die Provinz Morona Santiago (span. Provincia de Morona Santiago) ist eine Provinz in Ecuador. Sie liegt im Oriente genannten Anteil Ecuadors am Amazonasbecken und hat auf einer Fläche von rund 24.000 km² etwa 190.000 Einwohner. Ihre Hauptstadt ist Macas. Die Provinz ist benannt nach den Flüssen Río Morona und Río Santiago, die Nebenflüsse des Amazonas sind, bzw. nach zwei Kantonen, die die Namen der Flüsse tragen.

## Lage
Die Provinz Morona Santiago befindet sich im Südosten Ecuadors und zieht sich von den Osthängen der Anden bis ins Amazonastiefland hin. Sie grenzt im Norden an die Provinz Tungurahua, im Nordosten und Osten an die Provinz Pastaza, im Südosten und Süden an die durch das Protokoll von Rio de Janeiro und nachfolgende Abkommen festgelegte Grenze zu Peru (Region Loreto) im Südwesten an die Provinz Zamora Chinchipe und im Westen an die Andenprovinzen Azuay, Cañar und Chimborazo.

## Geographie
Der Westen der Provinz Morona Santiago befindet sich zwischen dem Osthang der Anden und verschiedenen subandinen Kordilleren, darunter im Süden die Cordillera del Cóndor, die dreimal (1941, 1981 und 1995) Schauplatz von Grenzkriegen bzw. Kampfhandlungen zwischen Ecuador und Peru war (siehe unten). Hier wurden die letzten Grenzsteine erst 1999 gesetzt.
Der höchste Berg der Provinz ist der aktive Vulkan Sangay (5230 m). Er befindet sich im Sangay-Nationalpark, den sich die Provinz Morona Santiago mit den Provinzen Tungurahua und Chimborazo teilt und der zum Weltnaturerbe gehört. Neben der Natur befinden sich hier auch Überreste von in der zweiten Hälfte des vierten Jahrtausends v. Chr. errichteten Pyramiden.
Den Großteil der Provinz bildet jedoch eine waldbewachsene Ebene, die von zahlreichen Flüssen durchzogen werden, die in den Bergen entspringen und dem Amazonas und seinen Nebenflüssen zufließen. Neben den namensgebenden Flüssen Río Morona und Río Santiago durchfließen unter anderem der Río Palora und der Río Bobonaza die Provinz. Der Río Upano, der Río Paute und der Río Zamora sind Quellflüsse des Río Santiago. Der Río Pastaza bildet die Grenze zur gleichnamigen Provinz im Nordosten. Das Klima in dieser Region ist heiß und schwül.
Neben der Hauptstadt Macas sind Sucúa, ein Zentrum der Shuar und Achuar, und Gualaquiza wichtige Städte der Provinz.

## Geschichte
Die Inka übten keinen bedeutenden Einfluss auf das Gebiet der heutigen Provinz Morona Santiago aus. Möglicherweise wichen die Vorfahren der Shuar und Achuar, der wichtigsten indigenen Volksgruppen in der heutigen Provinz, vor den vorrückenden Inka aus dem Gebiet der Provinz Loja in das Amazonasgebiet zurück.
Während der Konquista wurde der Oriente 1548 von Vizekönig Pedro de la Gasca formal in vier Eroberungsgebiete unterteilt, von denen eine ihren Stützpunkt in Macas hatte und eine gobernación beinhaltete. Tatsächlich gelang es der indigenen Bevölkerung aber, Missionare und Goldsucher lange von einem dauerhaften Vordringen fernzuhalten. So griffen Shuar und Verbündete 1599 in einem großen Feldzug die Goldsuchersiedlungen Sevilla de Oro und Logroño an und zerstörten sie.
Bis in das 19. Jahrhundert blieb Macas die einzige bedeutendere Siedlung in der Gegend. Im Gesetz über die territoriale Gliederung Großkolumbiens von 1824 wurde das Gebiet als Kanton Sangay der Provinz Chimborazo des Departamento del Ecuador (Quito) zugeordnet. Diese Zuordnung blieb nach der Unabhängigkeit Ecuadors (1830) bestehen. 1860 entstand erstmals anstelle des Kantons Sangay der Kanton Morona. Im Jahr 1921 wurden durch Verfeinerung der Territorialgesetzgebung im Amazonastiefland die Provinzen Napo-Pastaza und Santiago-Zamora geschaffen. Hauptstadt von Santiago-Zamora wurde Macas.
1925 wurde der Kanton Morona in die Kantone Macas und Morona unterteilt. Als 1953 die Provinz Morona Santiago durch Trennung von der neuen Provinz Zamora Chinchipe entstand, gehörte neben den nach 1925 neu eingerichteten Kantonen Gualaquiza, Santiago und Limón-Indanza zunächst nur der Kanton Macas zu selbiger, der Kanton Morona nicht. In der Folgezeit wurde 1955 der Kanton Macas aufgelöst und 1959 der Kanton Morona der Provinz angegliedert.
Entwicklung der Einwohnerzahl der Provinz Morona Santiago bei landesweiten Volkszählungen zum jeweiligen Gebietsstand:
| Jahr                    | Einwohner | +/-     |
| ----------------------- | --------- | ------- |
| 1962                    | 25.503    | –       |
| 1974                    | 53.325    | 109,1 % |
| 1982                    | 70.217    | 31,7 %  |
| 1990                    | 84.216    | 19,9 %  |
| 2001                    | 115.412   | 37 %    |
| 2010                    | 147.940   | 28,2 %  |
| 2022                    | 192.508   | 30,1 %  |
| Datenherkunft: Wikidata |           |         |

### Die Cordillera del Cóndor
Im Naturschutzgebiet Los Tayos in der Cordillera del Cóndor befindet sich eine Reihe von sehr tiefen Höhlen (Höhlen von Los Tayos), die nach lokalen Überlieferungen immense Schätze enthalten sollen.

## Kantone

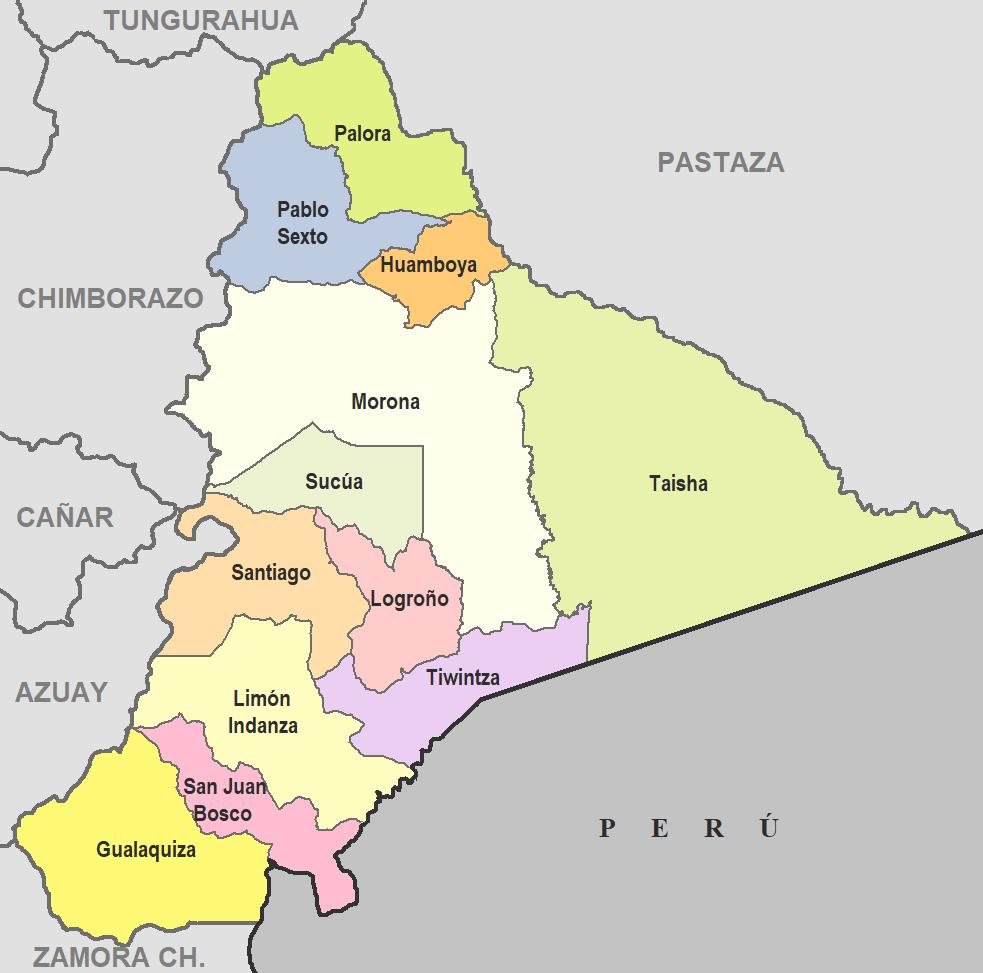
Karte der Provinz Morona Santiago mit Kantonen (vor Einrichtung des Kantos Sevilla Don Bosco)

Die Provinz Morona Santiago ist derzeit in 13 Kantone unterteilt. Diese sind (in der Reihenfolge ihrer Einrichtung):
1. Morona (1824 wurde der Vorgängerkanton Sangay eingerichtet; Hauptort: Macas)
2. Santiago (eingerichtet 1942; Hauptort: Santiago de Méndez)
3. Gualaquiza (eingerichtet 1944; Hauptort: Gualaquiza)
4. Limón Indanza (eingerichtet 1950; Hauptort: General Plaza; Leonidas Plaza Gutiérrez war 1901–1905 und 1912–1916 Präsident von Ecuador)
5. Sucúa (eingerichtet 1962; Hauptort: Sucúa)
6. Palora (eingerichtet 1972; Hauptort: Palora, früher Metiera)
7. San Juan Bosco (eingerichtet 1992; Hauptort: San Juan Bosco; benannt nach Johannes Bosco, dem Gründer des Salesianer-Ordens, der in der Provinz sehr aktiv ist)
8. Huamboya (eingerichtet 1992; Hauptort: Huamboya)
9. Taisha (eingerichtet 1996; Hauptort: Taisha)
10. Logroño (eingerichtet 1997; Hauptort: Logroño; der Name stammt von der 1599 zerstörten Siedlung Logroño de los Caballeros, die sich in dieser Gegend befand; das heutige Logroño wurde von Missionaren in den 1930er Jahren gegründet)
11. Pablo Sexto (eingerichtet 2001; Hauptort: Pablo Sexto, benannt nach Papst Paul VI.)
12. Tiwintza (eingerichtet 2002; Hauptort: Santiago)
13. Sevilla Don Bosco (eingerichtet 2024; Hauptort: Sevilla Don Bosco)